# A Gyűszűnyi erdő lakói
A Gyűszűnyi erdő lakói (eredeti cím: The Animals of Farthing Wood) 1993-tól 1995-ig futott angol–francia–német–spanyol televíziós rajzfilmsorozat, amelynek alkotója Colin Dann. Az írói Colin Dann, Valerie Georgeson és Steve Walker, a rendezői Elphin Lloyd-Jones és Philippe Leclerc, a zeneszerzője Detlev Kühne, a producerei John M. Mills és Gert K. Müntefering. A tévéfilmsorozat a Telemagination és a La Fabrique gyártásában készült, az European Broadcasting Union forgalmazásában jelent meg. Műfaját tekintve kalandfilmsorozat és filmdráma-sorozat. Magyarországon a 3. évadot Magyarországon az MTV1 tűzte műsorára, az első-két évadot pedig .

## Ismertető
A történet sok kis állatról szól, akik több kalandba keverednek az erdőben.

## Szereplők
| Szereplő        | Eredeti hang      | Magyar hang             | Megjegyzés                                                                                          |
| --------------- | ----------------- | ----------------------- | --------------------------------------------------------------------------------------------------- |
| Rókakoma        | Rupert Farley     | Sinkovits-Vitay András  | |
| Rudi            | Rupert Farley     | Szokol Péter            | |
| Fáni            | Stacy Jefferson   | Ábrahám Edit            | |
| Bűbáj           | Stacy Jefferson   | Zsolnai Júlia           | Egy nőstényróka, Rókakoma és Fáni lánya, Vadász felesége, Rudi anyja.                               |
| Vipera          | Stacy Jefferson   | Bokor Ildikó            | |
| Bubu            | Sally Grace       | Andresz Kati            | |
| Szürkeárny      | Sally Grace       | Antal Olga              | |
| Menyétke        | Sally Grace       | Némedi Mari             | |
| Nyüzüge         | Jeremy Barrett    | Pusztaszeri Kornél      | |
| Vakond          | Jeremy Barrett    | Halmágyi Sándor         | |
| Sinuous         | Jeremy Barrett    | Szalay Imre             | |
| Holly           | Jeremy Barrett    | Kőszegi Ákos            | |
| Nyuszkó         | Pamela Keevilkral | Riha Zsófi              | |
| Cleo            | Pamela Keevilkral | Molnár Ilona            | |
| Fido            | Pamela Keevilkral | Előd Álmos              | |
| Jóbarát         | Peter Woodthrope  | Holl Nándor             | |
| Varangy         | Peter Woodthrope  | Koncz István            | |
| Borzi           | Peter Woodthrope  | Szabó Sipos Barnabás    | |
| Vadász          | Jon Glover        | Kárpáti Tibor           | Egy kék róka, Szemtelen fia, Bűbáj férje, Rudi apja.                                                |
| Pipec           | Ron Moody         | Galambos Péter          | A patkányok vezetője, a pipecek pipece.                                                             |
| Sovi            | Ron Moody         | Albert Gábor            | Egy barna patkány, Pipec másod tisztje, aki barátságot köt varanggyal és a Gyűszűnyi erdő lakóival. |
| Rollo           | Ron Moody         | Hankó Attila            | Egy angol masztiff, aki a menyét család barátja, és a parkőr kutyája.                               |
| Mufurc          | Rupert Farley     | Szűcs Sándor            | Egy sárga patkány, Pipec első tisztje.                                                              |
| Titán           | Rupert Farley     | Uri István              | |
| Varjú           | N/A               | Rudas István            | |
| Csacskó ezredes | N/A               | Beregi Péter            | |
| Vadmacska       | N/A               | Bessenyei Emma          | |
| Röffencs        | N/A               | Salinger Gábor          | |
| Vaddisznó       | N/A               | Melis Gábor             | |
| Harkály         | N/A               | Csere Ágnes             | |
| Kemény patkány  | N/A               | Kardos Gábor            | |
| Parkőr          | N/A               | ?                       | Egy erdész, aki Rollo gazdája.                                                                      |
| Denevérek       | N/A               | Soós László Illyés Mari | |

További magyar hangok (3. évadban): Albert Gábor, Bácskai János (Varjúpapa), Beratin Gábor (Patkánypapa), Csankó Zoltán (Vörösbegy), Csere Ágnes (Harkály), Garai Róbert, Imre István, Orosz István, Németh Gábor, Várnagy Katalin (Varjúmama)

## Epizódok
| 1. A gyűszűnyi erdő lakói (The Wood in Danger) 2. A menet elindul (The Journey Begins) 3. Tűzön át és vízen át (Through Fire and Through Water) 4. Csalóka menedék (False Haven) 5. Bajt, bajra halmozva (Snare for the Unwary) 6. Ki viselje a koronát (Who Shall Wear the Crown?) 7. Új barátok, régi ellenségek (New Friends, Old Enemies) 8. Jóban, rosszban (Friends in Need) 9. A fütyülő ruca birodalma (Whistler's Quarry) 10. Két tűz között (Between Two Evils) 11. Fő a nyugalom (A Deathly Calm) 12. Zűrzavar a városban (Pandemonium) 13. Közel és mégis távol (So Near and Yet So Far) | 1. A hősók fogadtatása (A Hero's Welcome) 2. Tél (Winter) 3. Harc az életbenmaradásért (Survival) 4. Új ellenség (New Enemies) 5. A tréfa visszaüt (A Joke Backfires) 6. Ahol a szíved, ott az otthonod (Home is Where the Heart Is) 7. Kezdődik az ellenségeskedés (The Feud Begins) 8. Apák és fiúk (Like Father, Like Son) 9. Menekülés (Narrow Escapes) 10. Árnyak (Shadows) 11. A számvetés ideje (A Time of Reckoning) 12. A vér nem válik vízzé (Blood is Thicker Than Water) 13. A megbékelés (Reconciliation) | 1. Nyüzsgés az erdőben (Comings and Goings) 2. Ez, az, amaz (Out and About) 3. Víz, mindenütt csak víz (Water, Water) 4. Az eltűnt jóbarát (The Missing Fox's Friend) 5. Vész és viszály (Tiffs and Tempers) 6. Madárkalandok (Adventure for the Birds) 7. A hosszúfarkú látogató (The Long-Tailed Visitor) 8. Kígyóharc (Scared Silly by Snakes) 9. Röfögéstől hangos az erdő (A Bigger Oink) 10. Vakondjáték (The Mole Game) 11. A lehető legszörnyűségesebb hurrikán (The Worst Kind of Hurricane) 12. Útban hazafelé (Homeward Bound) 13. A pipecek pipece (Bully-Bully-Bully) |